# Nout
Nout est une déesse de la mythologie égyptienne qui fait partie de la grande Ennéade d'Héliopolis. Déesse du ciel, Nout symbolise le firmament et fut considérée comme la mère de tous les astres.

## Mythes
La déesse Nout fait partie, en tant que déesse originelle, du mythe de la création de l'Ennéade d'Héliopolis. Selon ce mythe, elle est la fille de Shou dieu de l'air, de Tefnout déesse de l'humidité et la sœur jumelle et épouse de Geb, dieu de la terre. Ils forment ainsi les quatre éléments primordiaux. Elle est en outre la petite-fille du dieu-soleil Atoum.
Jaloux de leur union, Shou avait séparé Nout et Geb pour une durée de 360 jours. Nout réussit à gagner aux dés contre Thot, le dieu du temps, cinq jours supplémentaires (les jours épagomènes), qui firent passer le calendrier de 360 à 365 jours. C'est durant ces cinq jours supplémentaires qu'elle s'unit à Geb et donna naissance à Osiris, Seth, Isis et Nephtys. Certaines versions de la légende disent qu'elle enfanta Horus l'Ancien (à ne pas confondre avec Horus fils d'Osiris et d'Isis) le cinquième jour.

## Nout déesse céleste
Nout remplit une fonction importante dans la cosmogonie égyptienne. Elle incarne le ciel ; sa colère est le tonnerre, ses larmes la pluie ; son corps symbolise la voûte céleste et sépare la terre du déluge qui l'entourait. Selon les traditions, le corps de Nout se déploya au-dessus de la terre pour la protéger ; ses membres qui devaient toucher le sol symbolisent les quatre points cardinaux.
Elle fait de plus figure de mère des astres. Le Soleil disparaissait le soir dans sa bouche pour voyager la nuit dans son corps et au matin réapparaître dans son giron, à l'Est. Au cours d'un cycle éternel, les étoiles traversaient également son corps pendant le jour. Ces métaphores sont à l'origine de la désignation de Nout comme « truie qui dévore ses gorets ». En dépit de ce surnom, la déesse était perçue très favorablement. Le mythe de la naissance de ses enfants fut documenté par l'auteur grec Plutarque : le dieu-soleil enviait Nout pour sa présence éternelle dans les cieux et craignait qu'elle ne le défie pour s'emparer de son pouvoir. C'est ainsi qu'il la maudit afin qu'elle ne puisse pas enfanter pendant les 360 jours de l'année. Le dieu Thot a cependant allongé l'année de cinq jours pour permettre à Nout de mettre au monde ses enfants.
Certains égyptologues estiment que la déesse Nout pourrait avoir symbolisé le ruban de la voie lactée. La formule 176 du livre des morts évoque le ruban astral en relation avec la déesse. De surcroît, elle est représentée pendant la période ramesside avec des étoiles sur et autour de son corps. Ronald Wells a démontré que le ruban de la voie lactée pendant la période prédynastique au cours du solstice avait la forme d'une figure allongée, dont les bras et les jambes étendus touchaient l'horizon. C'est de cette manière que la déesse Nout fut reproduite ultérieurement. De même, le soleil aurait décliné au moment de l'équinoxe de printemps à l'endroit exact où la « tête » de cette figure se trouvait.
Bien que nommée couramment « Déesse du ciel », Nout est la partie du ciel traversée chaque jour et chaque nuit par le soleil, c'est-à-dire le plan de l'écliptique qui fait naître le jour, autrement dit, la partie qualifiée du ciel par rapport à la vie.

## Nout dans le culte des morts égyptien
Nout reçoit un rôle important dans le culte égyptien des morts. Elle est étroitement apparentée à la croyance de la résurrection des défunts qui après leur trépas resplendissent comme des étoiles sur le corps de la déesse. Avec son frère et époux Geb, le dieu de la terre, elle généra les dieux Osiris, Isis, Nephtys et Seth qui sont tous liés au culte des morts égyptiens.
Nout est aussi une déesse des morts. Dans les textes des pyramides, elle est représentée entre autres comme une vache qui apporte la guérison. Plus tard, Rê remplacera Shou dans le rôle du père de Nout et Geb et, au Moyen Empire, le culte de Nout finit par se confondre avec celui de la déesse Hathor. Nout assuma ainsi en partie la fonction d'Hathor comme maîtresse du sycomore, l'arbre qui assure aux défunts le boire et le manger ; et Hathor fut représentée partiellement comme une déesse céleste.

## Représentations

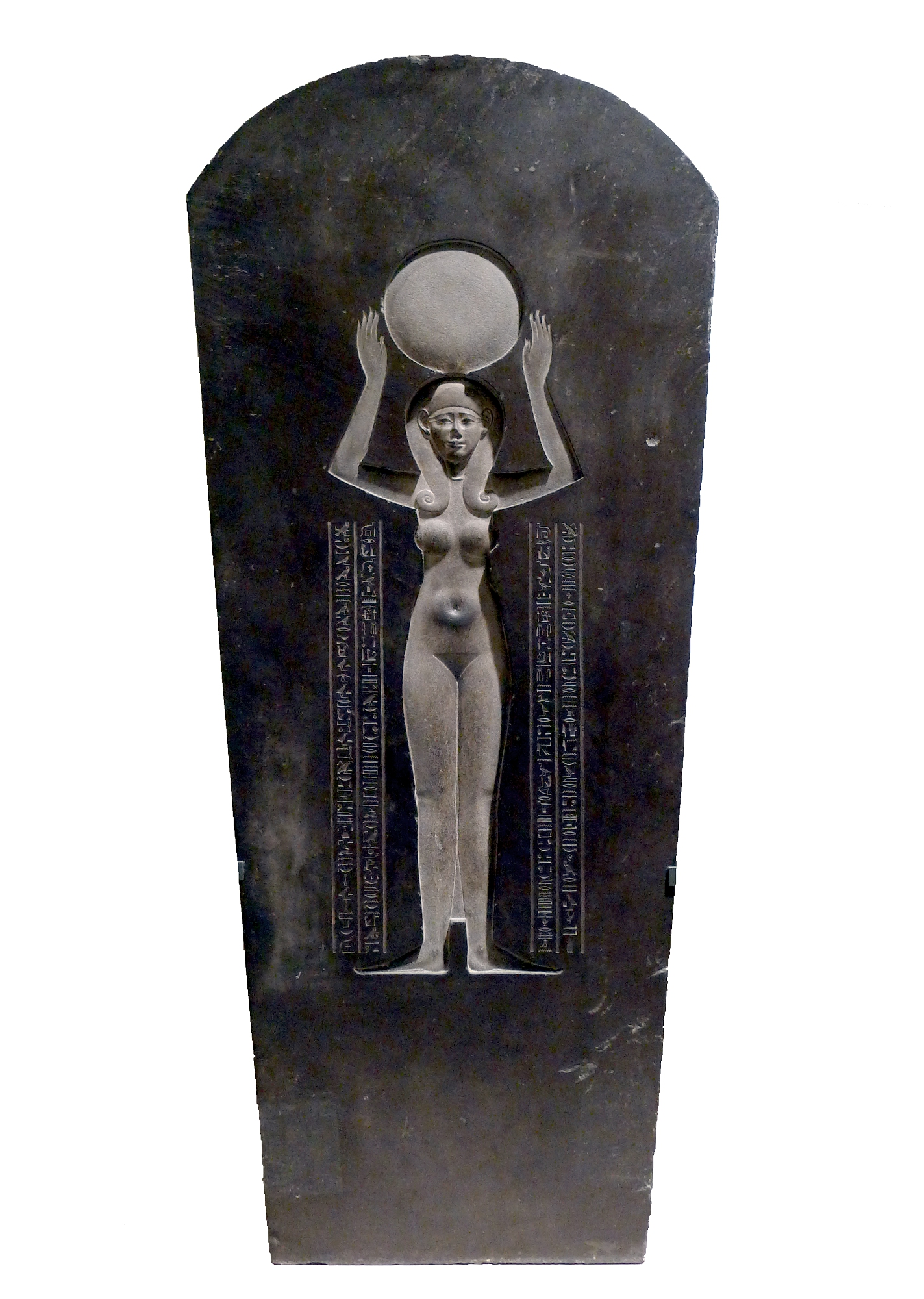
La déesse Nout sur le couvercle (face interne) du sarcophage de Djedhor - Musée du Louvre.

Nout est représentée la plupart du temps sous forme humaine. Adorée à Héliopolis, Nout était fréquemment représentée de côté sous les traits d'une femme arquée au-dessus de la terre (ou du dieu de la terre Geb) qu'elle touchait avec les mains et le bout des pieds. Son corps étoilé représentait la voûte céleste. C'est elle qui engendra le soleil et les étoiles, les avalant, elle les fit renaître le jour et la nuit. Elle est parfois dans cette scène soutenue par son père, le dieu de l'air Shou.
Elle apparaît aussi dans l'intérieur de sarcophages vue de devant, souvent en train d'avaler ou d'enfanter le Soleil. Cette scène est exécutée sur la partie inférieure du couvercle afin d'assurer une sorte d'union avec le défunt. Le cercueil symbolisait ainsi le corps de Nout, qui accueillait en elle le mort afin de pouvoir l'enfanter à nouveau. Elle était la protectrice des morts qui les accompagne dans l'Au-delà.
Nout prit également partiellement les traits d'une vache céleste où ses quatre fers symbolisent les points cardinaux ou ceux d'une truie avec ses gorets.
Lorsqu'elle était représentée sortant à moitié des feuillages d'un sycomore (qui est son arbre symbolique) pour donner à boire aux morts, elle symbolisait la mère qui rend la vie aux morts.

## Culte
Comme de nombreuses autres divinités cosmiques, Nout ne jouissait pas d'un culte particulier et aucun temple ne lui était dédié ; cependant, ses représentations ornent de nombreux lieux de culte. La population portait, assez rarement, des amulettes, représentant Nout comme une truie.

## Honneur
L'astéroïde Apollon (306367) Nout porte son nom.